# Distretto di Sadao
Il distretto di Sadao (in thailandese: สะเดา) è un distretto (amphoe) della Thailandia, situato nella provincia di Songkhla.